# Monument I Wojny Światowej w Atlantic City w New Jersey

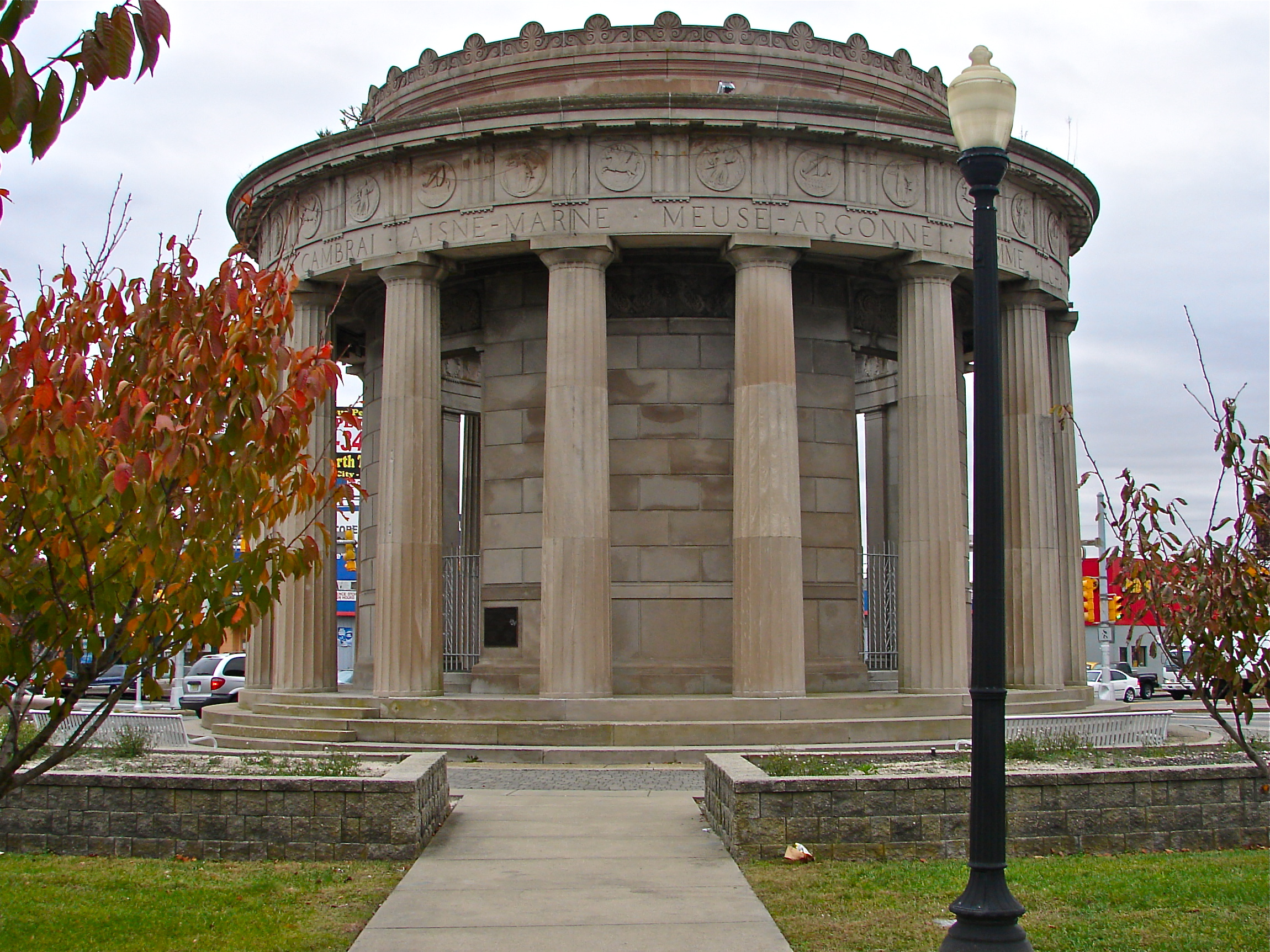
Widok od strony południowej

Pomnik, Monument I Wojny Światowej w Atlantic City w New Jersey, oryg. nazwa The World War I Memorial (Atlantic City, New Jersey). Monument został wzniesiony w 1922 i umieszczony na liście Narodowego Rejestru Miejsc Historycznych (Kulturowych Obiektów) 28 sierpnia 1981.
Monument rotunda jest repliką greckich świątyń. W rotundzie z odkrytym dachem znajduje się obelisk/statua z brązu na marmurowym cokole (wysokości 2,7 m) „Wolność Zrozpaczona” autorstwa Fredericka Williama MacMonnies.
We wnętrzu rotundy znajdują się cztery medaliony/herby Wojsk Lądowych, Marynarki Wojennej, Piechoty Morskiej (Marines) i Lotnictwa rozmieszczone naprzemienne na fryzie. Na architrawie wypisane są miejsca bitew, w których brali udział żołnierze z Atlantic City.